# Требезинг
Требезинг (нем. Trebesing) — коммуна (нем. Gemeinde) в Австрии, в федеральной земле Каринтия. 
Входит в состав округа Шпитталь.  Население составляет 1271 человек (на 31 декабря 2005 года). Занимает площадь 73,74 км². Официальный код  —  2 06 38.

## Политическая ситуация
Бургомистр коммуны — Йохан Оберлерхнер (СДПА) по результатам выборов 2003 года.
Совет представителей коммуны (нем. Gemeinderat) состоит из 15 мест.
- СДПА занимает 7 мест.
- АНП занимает 4 места.
- АПС занимает 4 места.